# Wolschwiller
Wolschwiller (deutsch Wolschweiler) ist eine französische Gemeinde mit 433 Einwohnern (Stand: 1. Januar 2022) im Département Haut-Rhin in der Region Grand Est (bis 2015 Elsass). Die Gemeinde liegt im Kanton Altkirch im Arrondissement Altkirch.

## Geografie
Die Gemeinde Wolschwiller liegt am Fuß des Jura an der Grenze zur Schweiz, 20 Kilometer südwestlich der Basler Innenstadt.
Südöstlich des Dorfkerns beginnt der Börsegraben, der beim Eintritt auf Schweizer Staatsgebiet in Rodersdorf in den Birsig mündet und als zweiter Quellfluss des Birsig gilt. Ein weiteres Gewässer ist der Pfaffenbach, der nach Norden zur Ill fließt. Wolschwiller grenzt im Norden an Oltingue, im Osten an Biederthal und Burg im Leimental (Schweiz), im Süden an Kleinlützel (Schweiz), im Südwesten an Kiffis sowie im Westen an Lutter.

## Geschichte
Auf der Gemarkung wurden beim Rutlistfelsen Spuren keltischer Besiedlung und römischer Präsenz entdeckt. Um 1100 werden die zwei Adligen Erlewin und Bernhard von Wolfinwilare als Zeugen bei einer Schenkungsbestätigung durch Graf Bernhard I. von Nimburg an das Kloster Allerheiligen bei Schaffhausen genannt. Der Ort wird in den Urkunden 1231 als Wolfeswile, später u. a. als Wolffswilre erwähnt.
Da Wolschwiller im Grenzbereich der Grafschaft Pfirt zu den Besitzungen des Basler Bischofs lag, kam es 1232 zu ernsten Auseinandersetzungen über die Zugehörigkeit des Ortes. Der von Friedrich II. von Pfirt gefangene Bischof musste der Abtretung von Wolschwiller und Dürlinsdorf zustimmen, was aber durch den Landgrafen Albrecht IV. zu Gunsten des Bischofs revidiert wurde.
Im Dreißigjährigen Krieg setzte 1633 von Wolschwiller aus der zeitweise erfolgreiche Widerstand der Bauern gegen die Schweden ein. Seit 1324 bei den Habsburgern. 1648 ging der Ort mit dem ganzen elsässischen Besitz der Habsburger an die französische Krone. Von 1871 bis 1918 gehörte der Ort zum deutschen Reichsland Elsaß-Lothringen. Vom September 1939 bis zum Sommer 1940 wurden die Einwohner ins  Département Landes evakuiert. 
Während der Revolution endeten zwei Einwohner des Dorfes unter der Guillotine, da sie der Messe eines refraktären (den Eid auf die Zivilverfassung verweigernden) Pfarrers beigewohnt hatten.

### Bevölkerungsentwicklung
| Jahr      | 1910 | 1962 | 1968 | 1975 | 1982 | 1990 | 1999 | 2007 | 2016 |
| Einwohner | 403  | 373  | 387  | 397  | 388  | 430  | 430  | 470  | 461  |

## Bauwerke
- Kirche St. Mauritius (Saint-Maurice) ersetzte 1782 einen Vorgängerbau. Das Erdgeschoss des Turmes ist noch mittelalterlich. Der Hochaltar von 1910. Der Orgelprospekt stammt von 1809. Beim Turm eine Ölberggruppe wohl aus dem 18. Jahrhundert
- Die Kapelle Sankt Johann Nepomuk (Saint-Jean Népomucène) ursprünglich aus dem 17. Jahrhundert  erinnert an den nach der Zerstörung durch die Armagnaken abgegangenen Ort Dieperswiller. Die Kapelle wurde 1793 in der Revolution zerstört, 1820 wieder aufgebaut und 1893 durch einen Neubau ersetzt. Alter Wallfahrtsort mit angeschlossener Einsiedelei (diese im 20. Jahrhundert abgegangen).
- Der auf 832 m Höhe befindliche, 1901 errichtete und 2005 renovierte Aussichtsturm Remelturm an der Schweizer Grenze.

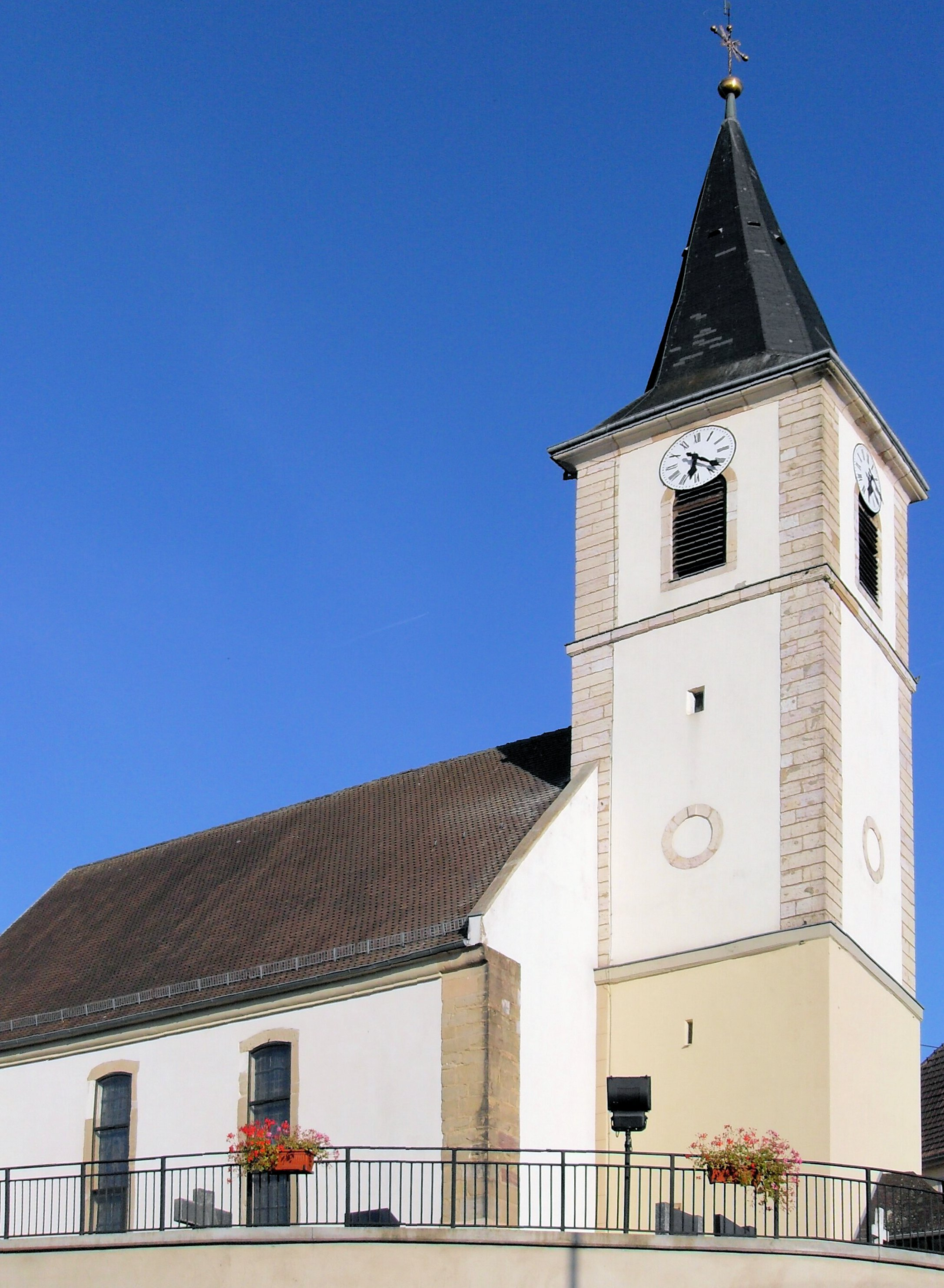
Kirche St. Mauritius
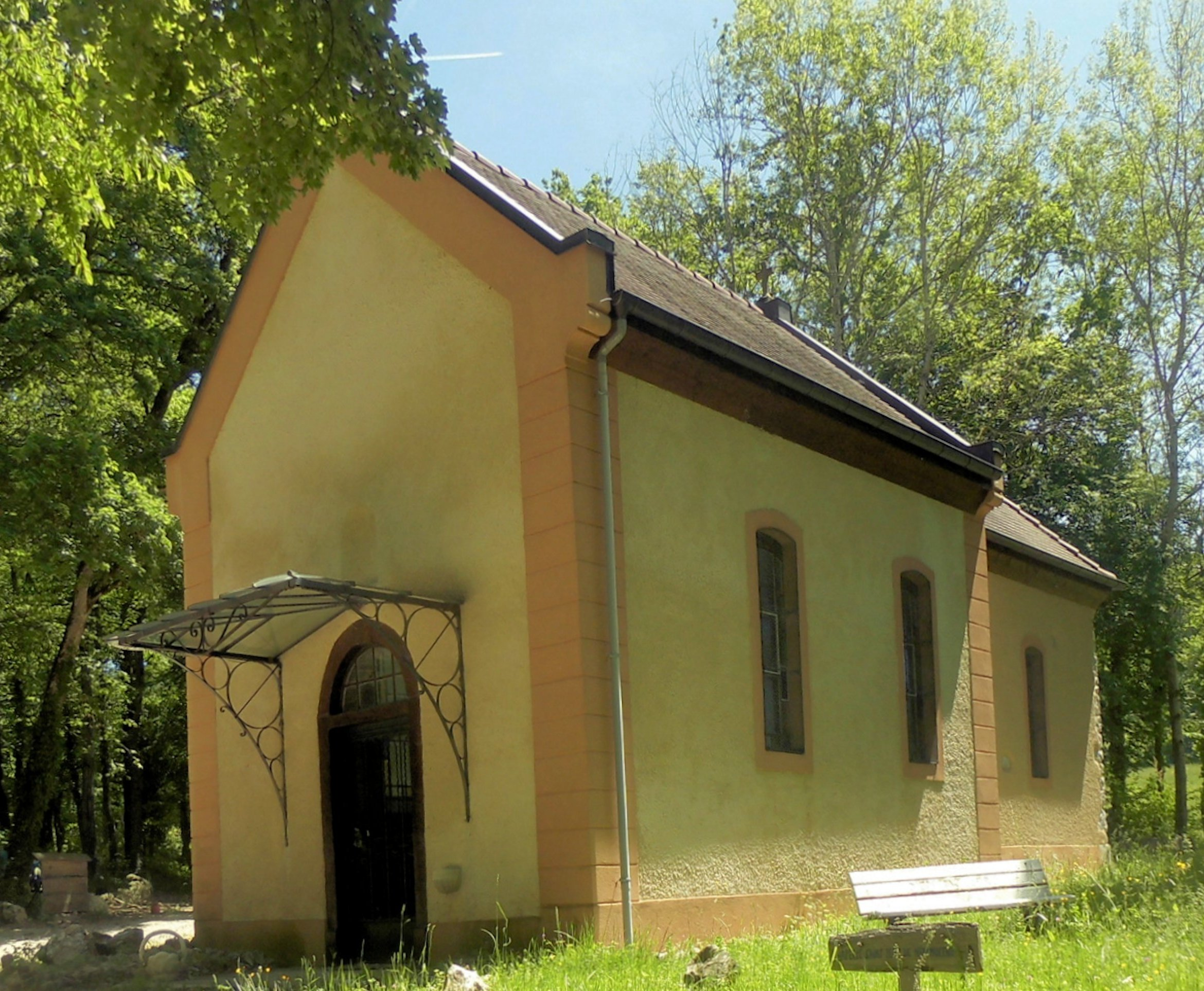
Kapelle St. Johannes Nepomuk